# Antigona (шкољка)
Antigona је род слановодних морских шкољки из породице Veneridae, тзв, Венерине шкољке.

## Врсте
- Antigona chemnitzii (Hanley, 1845)
- Antigona elimatula (Darragh, 2010)
- Antigona gladstonensis (Angas, 1872)
- Antigona lacerata (Hanley, 1845)
- Antigona lamellaris Schumacher, 1817
- Antigona laqueata (G. B. Sowerby II, 1853)
- Antigona magnifica (Hanley, 1845)
- Antigona persimilis (Iredale, 1930)
- Antigona resticulata (G. B. Sowerby II, 1853)
- Antigona somwangi M. Huber, 2010
- Antigona sowerbyi (Deshayes, 1854)

- Antigona albocancellata M. Huber, 2010 прихваћен као Periglypta albocancellata (M. Huber, 2010)
- Antigona clathrata (Deshayes, 1853) прихваћен као Periglypta albocancellata (M. Huber, 2010)
- Antigona corbis (Lamarck, 1818) прихваћен као Periglypta corbis (Lamarck, 1818)
- Antigona crispata (Deshayes, 1853) прихваћен као Periglypta crispata (Deshayes, 1854)
- Antigona langfordi Kuroda, 1945 прихваћен као Timoclea langfordi (Kuroda, 1945)
- Antigona listeri (J.E. Gray, 1838) прихваћен као Periglypta listeri (J.E. Gray, 1838)
- Antigona materna (Iredale, 1929) прихваћен као Proxichione materna Iredale, 1929
- Antigona mindorensis E. A. Smith, 1916 прихваћен као Globivenus mindorensis (E. A. Smith, 1916)
- Antigona multicostata (G. B. Sowerby I, 1835) прихваћен као Periglypta multicostata (G. B. Sowerby I, 1835)
- Antigona orientalis Cox, 1930 прихваћен као Globivenus orientalis (Cox, 1930)
- Antigona puerpera (Linnaeus, 1771) прихваћен као Periglypta puerpera (Linnaeus, 1771)
- Antigona purpurea sic прихваћен као Periglypta puerpera (Linnaeus, 1771)
- Antigona reticulata (Linnaeus, 1758) прихваћен као Periglypta reticulata (Linnaeus, 1758)
- Antigona willisi Trask, 1922 прихваћен као Amiantis callosa (Conrad, 1837)